# Суперкубок України з волейболу серед чоловіків
Суперкубок України з волейболу серед чоловіків — щорічний турнір з волейболу серед чоловічих команд, який проводять під егідою Федерації волейболу України. 
За регламентом, суперкубковий трофей розігрується між володарем Кубоку України та переможцем чемпіонату України.

## Призери
| Рік  | Місто   |                                          | Фінал                                   | Фінал                      | Фінал |
| Рік  | Місто   | Золото                                   | Рахунок                                 | Срібло                     |       |
| 2016 | Київ    | «Барком-Кажани» (Львів)                  | 3:0 (25:22 25:17 26:24)                 | «Локомотив» (Харків)       |       |
| 2017 | Черкаси | «Локомотив» (Харків)                     | 3:0 (25:17, 25:17, 25:19)               | «Барком-Кажани» (Львів)    |       |
| 2018 | Луцьк   | «Барком-Кажани» (Львів)                  | 3:2 (19:25, 25:16, 25:18, 28:30, 15:11) | «Новатор» (Хмельницький)   |       |
| 2019 | Черкаси | «Барком-Кажани» (Львів)                  | 3:1 (25:22, 25:18, 14:25, 33:31)        | «Серце Поділля» (Вінниця)  |       |
| 2020 | Городок | «Барком-Кажани» (Львів)                  | 3:0 (26:24, 25:23, 25:20)               | «Житичі-ПНУ» (Житомир)     |       |
| 2021 | Городок | «Житичі-Поліський університет» (Житомир) | 3:2 (16:25, 25:21, 32:30, 17:25, 15:13) | «Барком-Кажани» (Львів)    |       |
| 2023 | Годилів | «Епіцентр-Подоляни» (Городок)            | 3:1 (25:23, 22:25, 25:22, 25:20)        | «Прометей» (Дніпро)        |       |
| 2024 | Городок | «Епіцентр-Подоляни» (Городок)            | 3:0 (25:19, 25:19, 25:20)               | «Житичі-Полісся» (Житомир) |       |

## Переможці турніру
| Клуб                        | Титулів | Переможні роки          |
| --------------------------- | ------- | ----------------------- |
| Барком-Кажани (Львів)       | 4       | 2016, 2018, 2019, 2020. |
| Епіцентр-Подоляни (Городок) | 2       | 2023, 2024.             |
| Локомотив (Харків)          | 1       | 2017.                   |
| Житичі-Полісся (Житомир)    | 1       | 2021.                   |

## MVP
- 2016 –  Володимир Тевкун («Барком-Кажани»)
- 2017 –  Максим Дрозд («Локомотив»)
- 2018 –  Юрій Семенюк («Барком-Кажани»)
- 2019 –  Юрій Томин («Барком-Кажани»)
- 2020 –  Антон Кафарена («Барком-Кажани»)
- 2021 –  Олександр Буздуган («Житичі-Поліський університет»)
- 2023 –  Міхал Фінґер («Епіцентр-Подоляни»)
- 2024 –  Максим Дрозд («Епіцентр-Подоляни»)